# Moskau Jaroslawler Bahnhof

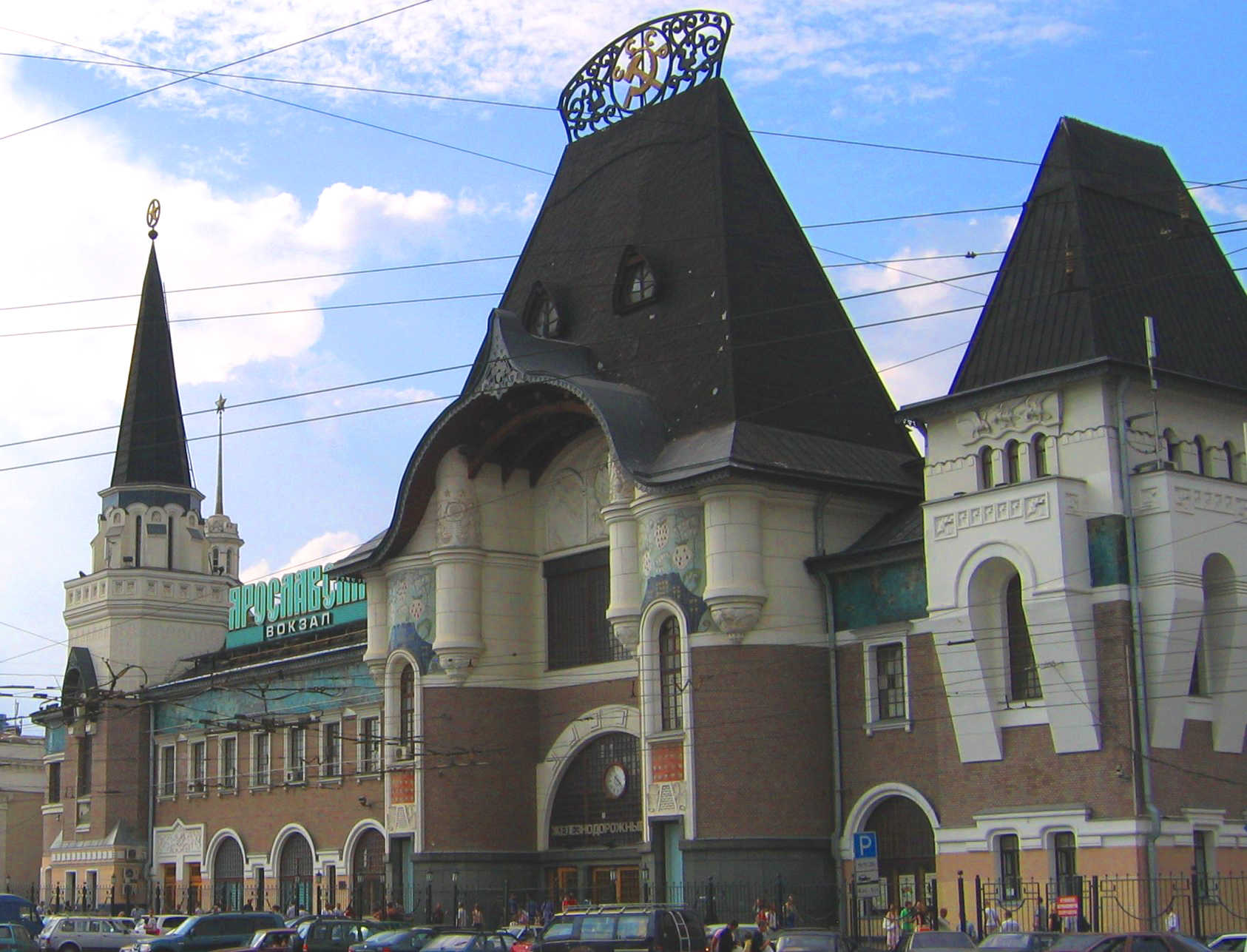
Das Empfangsgebäude

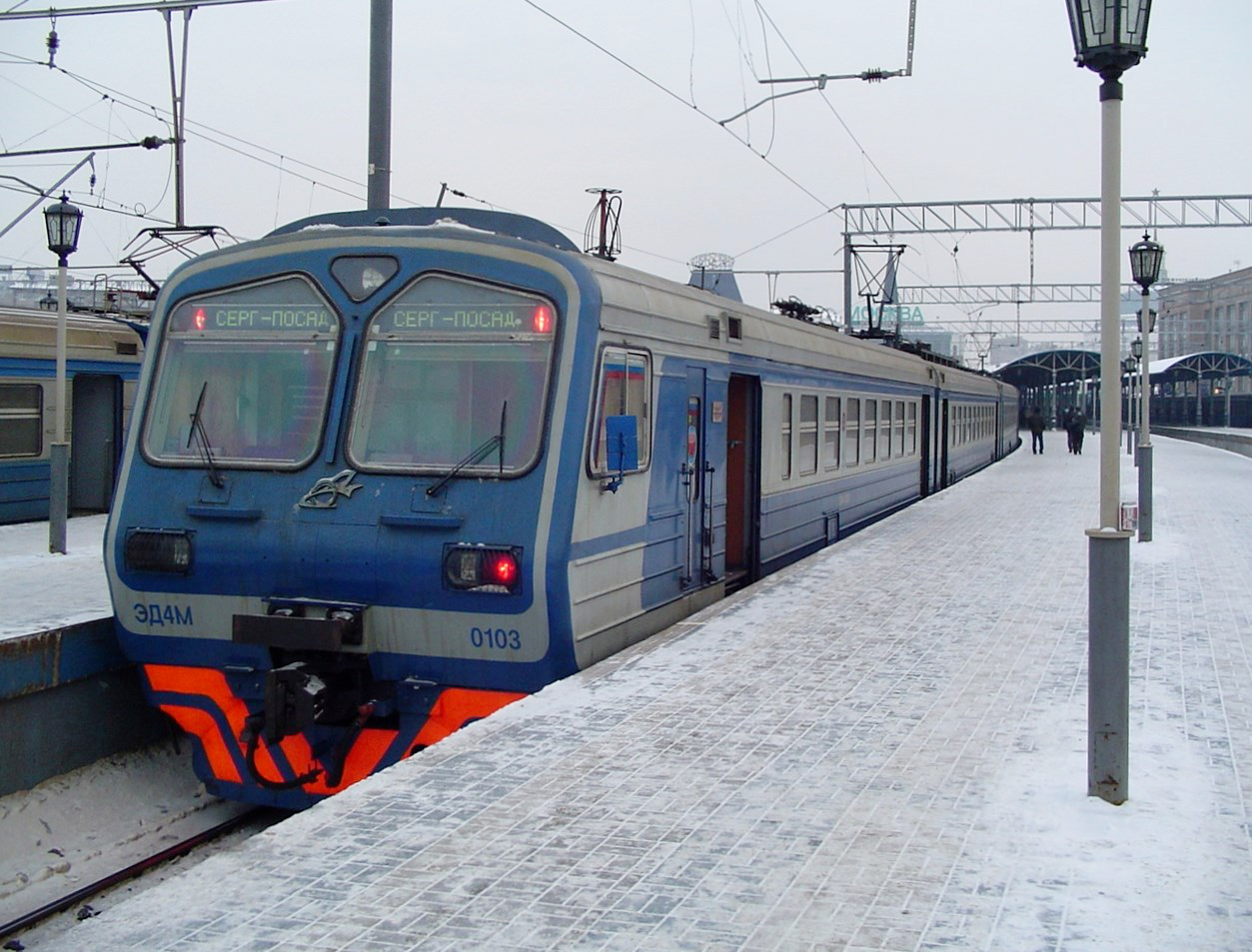
Ein Zug an einem der Regionalbahnsteige

Der Jaroslawler Bahnhof (russisch Ярославский вокзал, wiss. Transliteration Jaroslavskij vokzal) ist ein bedeutender Kopfbahnhof in der russischen Hauptstadt Moskau. Er wurde im Jahre 1862 erbaut und ist damit einer der ältesten Eisenbahnknotenpunkte der Stadt. Er ist Ausgangspunkt der Transsibirischen Eisenbahn, der längsten Eisenbahnstrecke der Welt. Von hier aus starten Züge nach Nordrussland, in den Ural, nach Sibirien und Russisch-Fernost sowie in die Mongolei und die Volksrepublik China.
Neben seiner Bedeutung als Verkehrsknotenpunkt stellt der Jaroslawler Bahnhof mit seinem Empfangsgebäude, das Anfang des 20. Jahrhunderts vom berühmten Jugendstil-Architekten Fjodor Schechtel umgebaut wurde, ein wichtiges Denkmal der russischen Baukunst jener Zeit dar.

## Lage
Der Jaroslawler Bahnhof liegt etwas außerhalb der historischen Moskauer Innenstadt am heutigen Komsomolskaja-Platz. In seiner unmittelbaren Nähe befinden sich zwei weitere Fernbahnhöfe: links angrenzend der Leningrader Bahnhof und schräg gegenüber, auf der südlichen Seite des Platzes, der Kasaner Bahnhof. Aus diesem Grund wird der Komsomolskaja-Platz inoffiziell oft als Platz der drei Bahnhöfe bezeichnet. Zusätzlich grenzt der Regionalbahnhof Kalantschowskaja an den Platz an, von dem aus Zugverbindungen zu drei weiteren Fernbahnhöfen der Stadt bestehen.
Neben Eisenbahnverbindungen hat der Jaroslawler Bahnhof, genauso wie die beiden benachbarten Bahnhöfe, Anschluss an das Moskauer Metronetz: Direkt unter dem Komsomolskaja-Platz befinden sich die beiden Stationen Komsomolskaja der Sokolnitscheskaja- und der Kolzewaja-Linie. Außerdem wird der Platz von mehreren Straßenbahn- und Trolleybus-Linien angefahren.

## Geschichte

### Moskau-Jaroslawl-Archangelsker Eisenbahn
Die frühe Geschichte des Jaroslawler Bahnhofs ist vor allem mit dem Bau einer Reihe von Bahnstrecken im Norden des europäischen Teils Russlands verbunden. Diese Strecken, welche Städte wie Jaroslawl, Kostroma, Archangelsk oder Wologda mit Moskau und miteinander verbinden, entstanden allesamt in der zweiten Hälfte des 19. Jahrhunderts, während eines Eisenbahn-Baubooms im Russischen Zarenreich. Zu dieser Zeit wurden sie von einer extra für diesen Zweck gegründeten Aktiengesellschaft, der Gesellschaft der Moskau-Jaroslawl-Archangelsker Eisenbahn (О́бщество Моско́вско-Яросла́вско-Арха́нгельской желе́зной доро́ги), betrieben, die sich durch private Anleger finanzierte. Dies unterschied die Moskau-Jaroslawl-Archangelsker Eisenbahn von der einige Jahre zuvor erbauten Nikolaibahn, die aufgrund ihrer hohen strategischen Bedeutung von vorneherein im Staatsbesitz war.

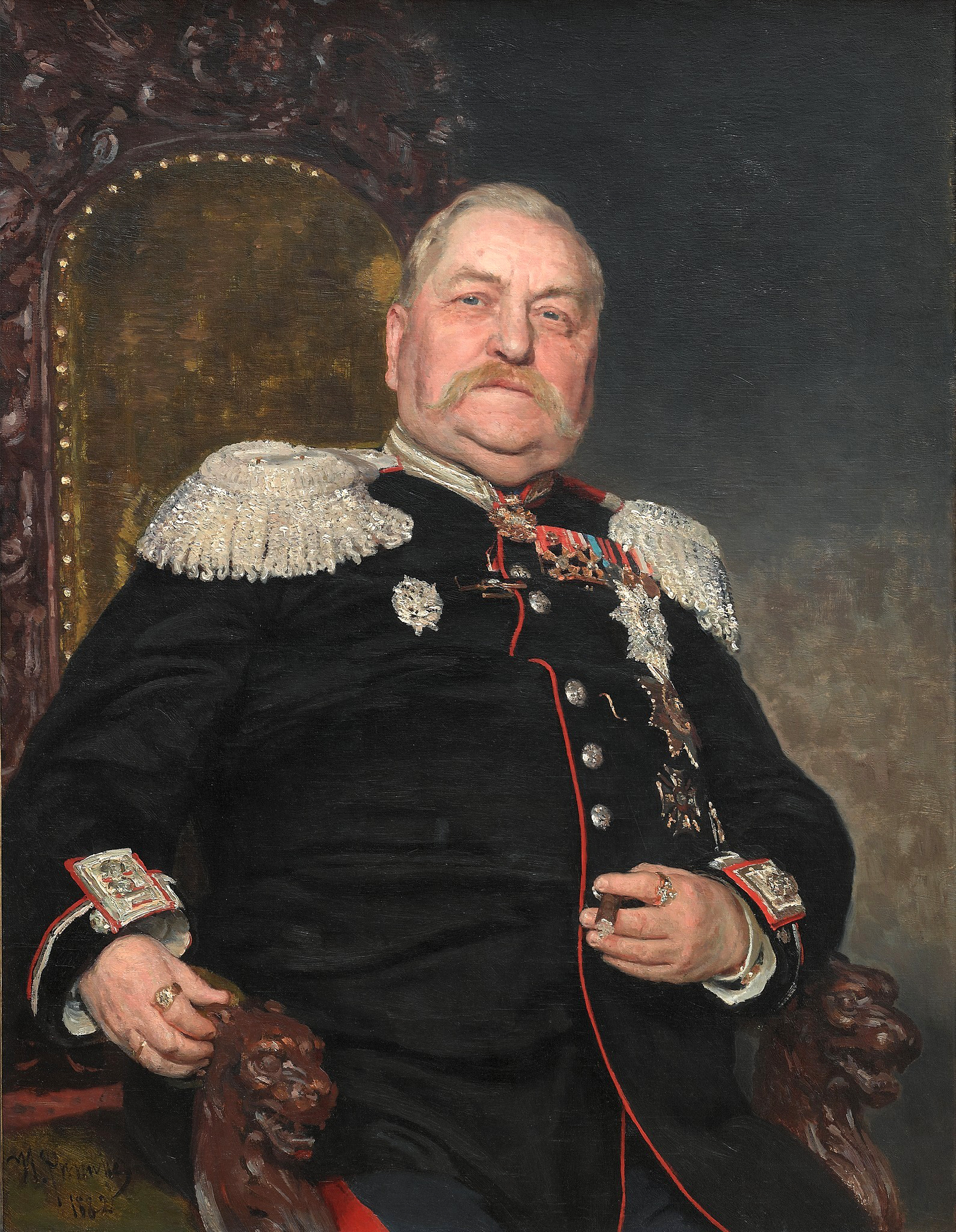
Baron Andrei Dellwig. Ein Porträt von Ilja Repin, 1882

Die älteste Teilstrecke der Moskau-Jaroslawl-Archangelsker Eisenbahn entstand bereits wenige Jahre nach der am 29. Mai 1859 erfolgten Gesellschaftsgründung. Dabei handelt es sich um die rund 70 Kilometer lange Bahnlinie zwischen Moskau und der Stadt Sergijew Possad, in der sich das berühmte Dreifaltigkeitskloster befand. Da letzteres in der Russisch-Orthodoxen Kirche als Heiligtum verehrt wird und daher regelmäßig Pilgerströme angezogen hatte, erkannten in den 1850er-Jahren einige Unternehmer den Nutzen einer Bahnanbindung dieses Ortes an die alte Zarenhauptstadt. Von einer Fortführung der Strecke über Sergijew Possad hinaus war dabei zunächst nicht die Rede. Als Hauptinitiator des Streckenbaus trat der Militäringenieur Baron Andrei Iwanowitsch Delwig (1813–1887) auf, später Chefinspekteur der Russischen Eisenbahnen und Gründer einer der ersten Eisenbahnfachschule Russlands. Ihm und den Mitinitiatoren gelang es, eine Reihe von Kaufleuten von der zu erwartenden hohen Rentabilität der künftigen Bahnstrecke zu überzeugen, wodurch das notwendige Startkapital für die Aktiengesellschaft ohne größere Verzögerungen gesammelt werden konnte.
Noch einige Monate vor der Gründung der Gesellschaft, welche zunächst noch den verkürzten Namen Gesellschaft der Moskau-Jaroslawler Eisenbahn trug, ersuchten die Initiatoren beim Zaren Alexander II. um eine Genehmigung für die Planung und den Bau der Bahnlinie. Diese kam im Juli 1858 mit einer Auflage, den Streckenbau bis spätestens Mitte 1862 abzuschließen sowie gleichzeitig mit den Planungsarbeiten für eine mögliche Streckenfortführung bis nach Jaroslawl zu beginnen. Da die technischen und rechtlichen Voraussetzungen für die Streckenverlegung bis Sergijew Possad gut gewesen waren, gelang es, sie ohne große Verzögerungen unter Einhaltung der Frist zu errichten. Am 22. Juli 1862, nach etwas mehr als zwei Jahren Bauzeit, konnte der erste Probezug den neu errichteten Kopfbahnhof in Moskau verlassen. Am 18. August desselben Jahres wurde die Bahnlinie feierlich dem regulären Personenverkehr, anfangs mit zwei Zugpaaren pro Tag, übergeben. Einige Monate später wurde auch der Güterverkehr zwischen Moskau und Sergijew Possad aufgenommen. Bereits 1864 wurde die Strecke auf ihrer ganzen Länge zweigleisig ausgebaut.
Ursprünglich war die Strecke als Dreifaltigkeitsbahn bekannt, da sie vor allem die Eisenbahnanbindung des Dreifaltigkeitsklosters zum Ziel hatte. Dieses sollte sich jedoch bereits acht Jahre nach der Eröffnung ändern. Mit insgesamt über 450.000 beförderten Fahrgästen in den ersten drei Jahren ihres Betriebs erwies sich die Bahnstrecke als sehr erfolgreich, was dem Vorstand der Moskau-Jaroslawler Bahngesellschaft keine Zweifel an der Rentabilität einer Verlängerung Richtung Nordosten ließ. So wurde die 210 Kilometer lange, bereits beim Bau der Dreifaltigkeitsbahn geplante Fortsetzung der Strecke bis in die Wolgametropole Jaroslawl im Februar 1870, nach anderthalbjähriger Bauzeit, in Betrieb genommen. 1872 wurde eine Schmalspurstrecke von Jaroslawl nach Wologda errichtet (erst 1915 wurde sie auf Breitspur umgebaut), 1887 entstand die Bahnstrecke von Jaroslawl nach Kostroma und 1898 schließlich die Schmalspurbahn von Wologda bis in die alte Nordmeerhafenstadt Archangelsk.
Die Länge der Moskau-Jaroslawl-Archangelsker Eisenbahn betrug zur Jahrhundertwende bereits über 1100 Kilometer, die bis dahin errichteten über 60 Abzweige für den Personen, Güter- oder Industrieverkehr sowie einige kleinere lokale Bahnstrecken nicht mit eingeschlossen. 1900 wurde die Gesellschaft der Moskau-Jaroslawl-Archangelsker Eisenbahn vom russischen Staat aufgekauft und wenig später in die Abteilung Nordeisenbahn (Северная железная дорога) der Russischen Eisenbahnen umbenannt – eine Bezeichnung, welche diese Abteilung bis heute trägt. Mit der Errichtung der gut 700 Kilometer langen Bahnstrecke von Wologda nach Wjatka im Jahre 1905 wurde die Nordeisenbahn direkt an die gleichzeitig verlegte Transsibirische Bahn angeknüpft, womit die Teilstrecken Moskau–Jaroslawl, Jaroslawl–Danilow, Danilow–Bui und Bui–Wjatka Bestandteil dieser längsten Verkehrsader Russlands geworden sind.

### Planung und Bau des Bahnhofes
Da die von der Gesellschaft der Moskau-Jaroslawl-Archangelsker Eisenbahn gebaute Strecke ursprünglich nur bis Sergijew Possad gehen sollte, sahen die ersten Planungen für ihren Moskauer Kopfbahnhof keine größere Anlage vor. Für den Standort des zukünftigen Knotenpunkts standen mehrere Standorte innerhalb der damaligen Stadtgrenzen zur Wahl. Die Entscheidung für den Bahnhofsbau direkt neben dem bereits bestehenden Nikolaibahnhof fiel im Oktober 1860. Gleichzeitig wurde beschlossen, auch den geplanten Kopfbahnhof der Eisenbahnlinie von Moskau über Rjasan nach Saratow, den heutigen Kasaner Bahnhof, an der Südseite des gleichen Platzes errichten zu lassen. Streng genommen stellte der heutige Platz der drei Bahnhöfe zu jener Zeit keinen innerstädtischen Platz dar, sondern eine große unbefestigte Brache nahe dem östlichen Moskauer Stadtrand. Links des Nikolaibahnhofs befanden sich einige Wohn- und Lagergebäude der Nikolaibahn sowie weiter links davon der 23 Hektar große Rote Teich (Кра́сный пруд), der im Laufe der Ausbauarbeiten für den Bahnhofsplatz zugeschüttet wurde und heute vollständig überbaut ist.

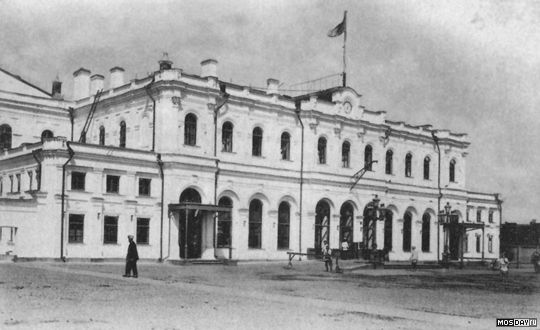
Das alte Bahnhofsgebäude vor dem Umbau 1902

Nach Vorbereitung des Baugrundstücks begannen 1861 die Arbeiten zur Errichtung der Bahnhofsanlagen. Diese sowie sämtliche Bahnhofsbauten konnten exakt zur Aufnahme des regulären Zugverkehrs, am 18. August 1862, feierlich eingeweiht werden. Die Bahnsteige und Gleise des neuen Bahnhofs erhielten eine ähnliche Anordnung wie beim Nikolaibahnhof: Im Hinterhof des Empfangsgebäudes, das einen annähernd Π-förmigen Grundriss hatte, entlang seiner beiden Seitenanbauten, wurden zwei Bahnsteige errichtet, von denen der rechte für die Abfahrt und der linke für die Ankunft der Züge genutzt wurde. Insgesamt umfasste der Bahnhof in seiner ursprünglichen Ausführung sechs Gleise, von denen zwei für den Personenverkehr genutzt wurden. Neben den Gleisen wurden ein Empfangsgebäude für den Personenverkehr, eine Werkstatt, ein Dampflokomotivendepot und eine Wagenhalle errichtet.
Mit der Konzeption des Empfangsgebäudes wurde der Architekt Michail Lewestam beauftragt, dessen ursprünglicher Entwurf etwas später jedoch nachträglich vom St. Petersburger Kunstakademie-Professor Roman Kusmin modifiziert wurde. Das zweistöckige, bis zu 12 Meter hohe Backsteingebäude glich vom Stil her einem schlichten klassizistischen Zweckbau: Es hatte zwei Etagen und eine von außen streng symmetrisch wirkende Form mit einem Flaggenstock im Mittelteil des Daches. Dies ließ den Bahnhof wie ein für jene Zeit gewöhnliches russisches Verwaltungsgebäude aussehen. Das Haus bestand aus drei Teilen: dem repräsentativen zentralen Teil sowie zwei seitlichen, nach hinten gestreckten Anbauten. Im Erdgeschoss des rechten Anbaus, der sich entlang dem Abfahrtsbahnsteig erstreckte, befanden sich Wartesäle der ersten, zweiten und dritten Klasse, während im linken Teil ein Raum für die Verladung und Aufbewahrung des Gepäcks sowie der Verwaltungssitz der Bahngesellschaft eingerichtet wurden. Der mittlere Gebäudeteil, welcher mit der Vorderfassade dem heutigen Komsomolskaja-Platz zugewandt war, beherbergte in seinem Erdgeschoss Schalterhallen, eine Telegrafenstelle sowie eine Eingangshalle, über die der Passagier vom Platz aus direkt zu den Bahnsteigen gelangen konnte. Im Obergeschoss des gesamten Empfangsgebäudes wurden Diensträume sowie Personalwohnungen untergebracht.
Am 1. Januar 1907 wurde der Jaroslawler Bahnhof in Nordbahnhof (Северный вокзал) umbenannt, nachdem die vom Staat aufgekaufte Moskau-Jaroslawl-Archangelsker Bahngesellschaft zur Abteilung Nordeisenbahn der sich bis heute im Staatseigentum befindlichen Russischen Eisenbahnen wurde. Erst 1936, nach einer erneuten Umstrukturierung des nationalen Schienennetzes, erhielt der Bahnhof seinen ursprünglichen und bis heute gültigen Namen zurück.

### Erweiterungen und Umbauten
Der erste nennenswerte Ausbau des Jaroslawler Bahnhofs erfolgte 1868 im Zuge der Verlängerung der Bahnstrecke nach Jaroslawl. Er hatte vor allem die Kapazitätssteigerung für den zu erwartenden Anstieg der Fahrgastströme zum Ziel. Dabei blieb der Mittelteil des Empfangsgebäudes unverändert, vielmehr wurden die beiden Seitenanbauten erweitert, wobei der linke Anbau eine zusätzliche Etage erhielt.
Einen weiteren Ausbau gab es kurz nach dem Erwerb der Moskau-Jaroslawl-Archangelsker Bahngesellschaft durch den Staat. Da die Gesamtlänge der Eisenbahnlinien und die Fahrgastzahlen bis dahin im Vergleich zu den 1860er-Jahren wesentlich angestiegen waren, reichte die Kapazität der zuletzt 1868 erweiterten Station im Jahre 1900 nicht mehr aus, um eine reibungslose Abfertigung zu gewährleisten. Die vom damals bekannten Moskauer Architekten Lew Kekuschew geleitete Erweiterung beschränkte sich allerdings vor allem auf einen Ausbau der Bahnsteiganlagen, während das Empfangsgebäude diesmal keine nennenswerten Veränderungen erfuhr. Kekuschew ließ einen neuen Bahnsteig mit einer Überdachung errichten, welche von architektonisch auffälligen, als bogenförmige Portale angeordneten Säulenkonstruktionen mit einer Verkleidung aus schwarzem Granit gestützt wurden. Diese Säulen sind bis heute als Teil der Inneneinrichtung eines der Wartesäle erhalten. Außerdem wurde zur Wasserversorgung des Bahnhofs und der Dampfzüge ein Wasserturm neben dem Empfangsgebäude errichtet.

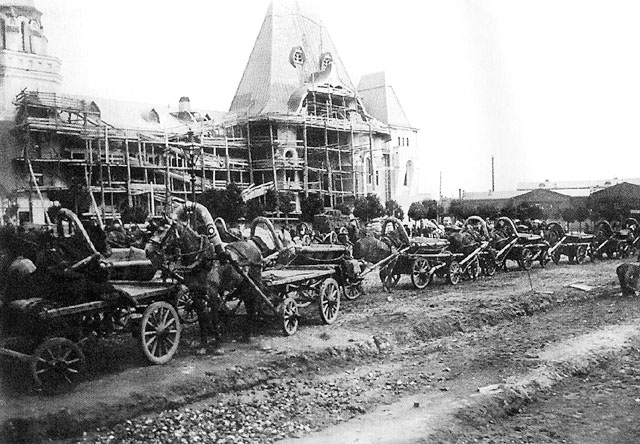
Die Umbauarbeiten 1903–1904

Da auch diese Umbaumaßnahme den immer weiter steigenden Fahrgastzahlen nicht gerecht werden konnte, wurde noch Anfang des 20. Jahrhunderts ein grundlegender Ausbau des gesamten Bahnhofs nötig. Fjodor Schechtel, seinerzeit einer der renommiertesten Architekten des Jugendstils, legte 1902 einen Entwurf vor, wonach der Bahnhof vor allem gemäß seiner Bedeutung als nördliches Eingangstor Moskaus ausgestattet werden sollte. Er beabsichtigte einen Umbau in traditionellen Moskauer Stilrichtungen, die jedoch eine klare Anlehnung an die alte Baukunst nordrussischer Orte aufweisen und somit eine enge Verbindung Moskaus zum russischen Norden ausdrücken sollte. Diese Idee Schechtels wurde mit Zustimmung aufgenommen, sodass der Moskauer Generalgouverneur im August 1902 die Umbaugenehmigung erteilte. Die Bauarbeiten unter Schechtels Leitung dauerten von 1902 bis 1904, die feierliche Einweihung des erneuerten Bahnhofs fand am 19. Dezember 1904 statt.
Beim Umbau des bestehenden Empfangsgebäudes wurden vor allem an seinen beiden Seiten zwei neue Ergänzungsbauten errichtet sowie die beiden hinteren Gebäudeteile erweitert. Der alte Mittelteil des Gebäudes wurde äußerlich ganz neu gestaltet, indem drei Turmkonstruktionen hinzugefügt und massive Veränderungen an der Vorderfassade vorgenommen wurden. Der 1900 errichtete Wasserturm wurde in den linken Turm des mittleren Empfangsgebäudeteils integriert. Durch den Schechtelschen Umbau konnte die Aufnahmekapazität des Jaroslawler Bahnhofs ungefähr verdreifacht werden. Zudem gelang es Schechtel, die Umbaukosten vergleichsweise günstig zu halten: Diese betrugen rund 300.000 Rubel, während der viel schlichter gehaltene ursprüngliche Bau 220.000 Rubel verschlungen hatte.
Bis heute gehört der 1904 fertiggestellte Jaroslawler Bahnhof zu den bekanntesten Werken Fjodor Schechtels. Da er, wie auch alle anderen Bauwerke von ihm, unter Denkmalschutz steht, beschränkten sich sämtliche späteren Bahnhofsumbauten auf Erweiterungen des Gebäudes von hinten und auf Umgestaltung und Verlegung der Bahnsteige und Gleise, während die Vorderfassade des Empfangsgebäudes bis heute weitgehend im Originalzustand von 1904 zu sehen ist.
Die darauffolgende große Erweiterung des Jaroslawler Bahnhofs fand 1965–1966 statt. Dabei wurden in den ursprünglich für die Heizungsanlagen verwendeten Kellerräumen des Bahnhofsgebäudes Gepäckaufbewahrungsfächer eingerichtet, wodurch zusätzlicher Raum im Erdgeschoss gewonnen werden konnte. Außerdem erhielt das Gebäude in seinem hinteren, den Gleisen zugewandten Teil einen zweistöckigen Anbau mit einer aus Stahlbeton und Glas gehaltenen Fassade. Dieser Anbau beherbergt heute eine Schalterhalle für den Nahverkehr sowie einen Teil des Wartesaals. Der 1900 von Lew Kekuschew errichtete Bahnsteig wurde in ihn integriert. Seitdem befinden sich dessen schwarze Granitsäulen im Gebäudeinneren, während alle Bahnsteige um einige Meter Richtung Norden verschoben wurden. Bei diesem Umbau konnte insbesondere neuer Raum für die Abfertigung des Fernverkehrs gewonnen werden: Die Gesamtfläche der hierzu bestimmten Räumlichkeiten wurde um über 70 Prozent gesteigert.
Mitte der 1990er- sowie Anfang der 2000er-Jahre folgten weitere Ausbau- und Modernisierungsmaßnahmen für den Jaroslawler Bahnhof, bei denen die Abfertigungskapazität durch grundlegende Umplanung der Innenräume des Empfangsgebäudes nochmals verdoppelt werden konnte. Zugleich wurde die Vorderfassade neu gestrichen, das Dach erneuert und die Einrichtung der Wartesäle auf den modernsten technischen Stand gebracht.

### Bemerkenswerte Ereignisse
Das bislang einzige ernsthafte Eisenbahnunglück in der Geschichte des Jaroslawler Bahnhofs geschah am 30. August 1897, als bei einem aus Sergijew Possad ankommenden Zug die Bremsen versagten, woraufhin dieser nicht rechtzeitig vor Erreichen des Bahnsteigendes anhalten konnte. Die Lok fuhr folglich in einen leeren Gepäckwaggon, der am Gleisende gestanden hatte, durchbrach mit ihm die Abgrenzung und rammte eine Wand des Empfangsgebäudes, das dadurch zum Teil stark beschädigt wurde. Von diesem Zwischenfall berichtete am nächsten Tag die Zeitung Moskowskije Wedomosti und bemerkte dabei, dass es „… zur allgemeinen Erleichterung nur wenige Verletzte gegeben hat“.
Am 3. August 2001 kam der Bahnhof in die Schlagzeilen, nachdem dort Kim Jong-il mit einem gepanzerten Sonderzug gegen 21:40 Uhr angekommen war. Der nordkoreanische Staatschef befand sich auf einem Staatsbesuch in Russland und reiste über die Transsibirische Strecke von Wladiwostok, das nahe der russisch-nordkoreanischen Grenze liegt, bis Moskau, wo er von Präsident Wladimir Putin empfangen wurde. Am Abend seiner Ankunft in Moskau wurde der gesamte Jaroslawler Bahnhof für mehrere Stunden geräumt und sämtliche Züge, die um diese Zeit abfahren oder ankommen sollten, gestrichen oder umgeleitet. Bereits am Morgen dieses Tages musste der Bahnhof für 15 Minuten gesperrt werden, nachdem es dort einen falschen Bombenalarm gegeben hatte.

## Architektur
Das architektonisch Bemerkenswerteste an dem heutigen Jaroslawler Bahnhof ist das 1902–1904 von Fjodor Schechtel umgebaute Empfangsgebäude. Bei dessen Beschreibung ist oft vom sogenannten neorussischen Stil die Rede, also dem Jugendstil mit starken Einflüssen traditioneller altrussischer Architektur.
Eine Besonderheit des Jaroslawler Bahnhofs auch gegenüber anderen Werken Fjodor Schechtels stellt seine gewollte Anlehnung an markante Bauwerke sowohl Moskaus als auch der alten Städte Nordrusslands dar. Da der Bahnhof bei seinem Umbau Anfang des 20. Jahrhunderts noch nicht die Funktion des Startbahnhofs der Transsibirischen Eisenbahn hatte – diese wurde erst 1916 fertiggestellt und bis Mitte der 1920er Jahre über die Bahnlinie Moskau–Rjasan–Kasan mit Moskau verbunden, so dass anfangs als Startpunkt der Magistrale der Kasaner Bahnhof gedient hatte – stellte er damals vor allem das Moskauer Ein- und Ausgangstor Richtung Nordrussland dar. Diese Funktion des Jaroslawler Bahnhofs – als Startpunkt einer Achse zwischen Moskau einerseits sowie zwei wichtigen Metropolen des russischen Nordens, Jaroslawl und Archangelsk, andererseits – findet ihren Ausdruck an den Reliefornamenten in der Nische des Giebels über dem Haupteingangsportal. Dort sind drei Stadtwappen dargestellt: Georg der Heilige von Moskau, Michael der Erzengel, der einen Teufel besiegt, als Wappen der Stadt Archangelsk sowie der Bär mit der Streitaxt als Symbol der Stadt Jaroslawl.

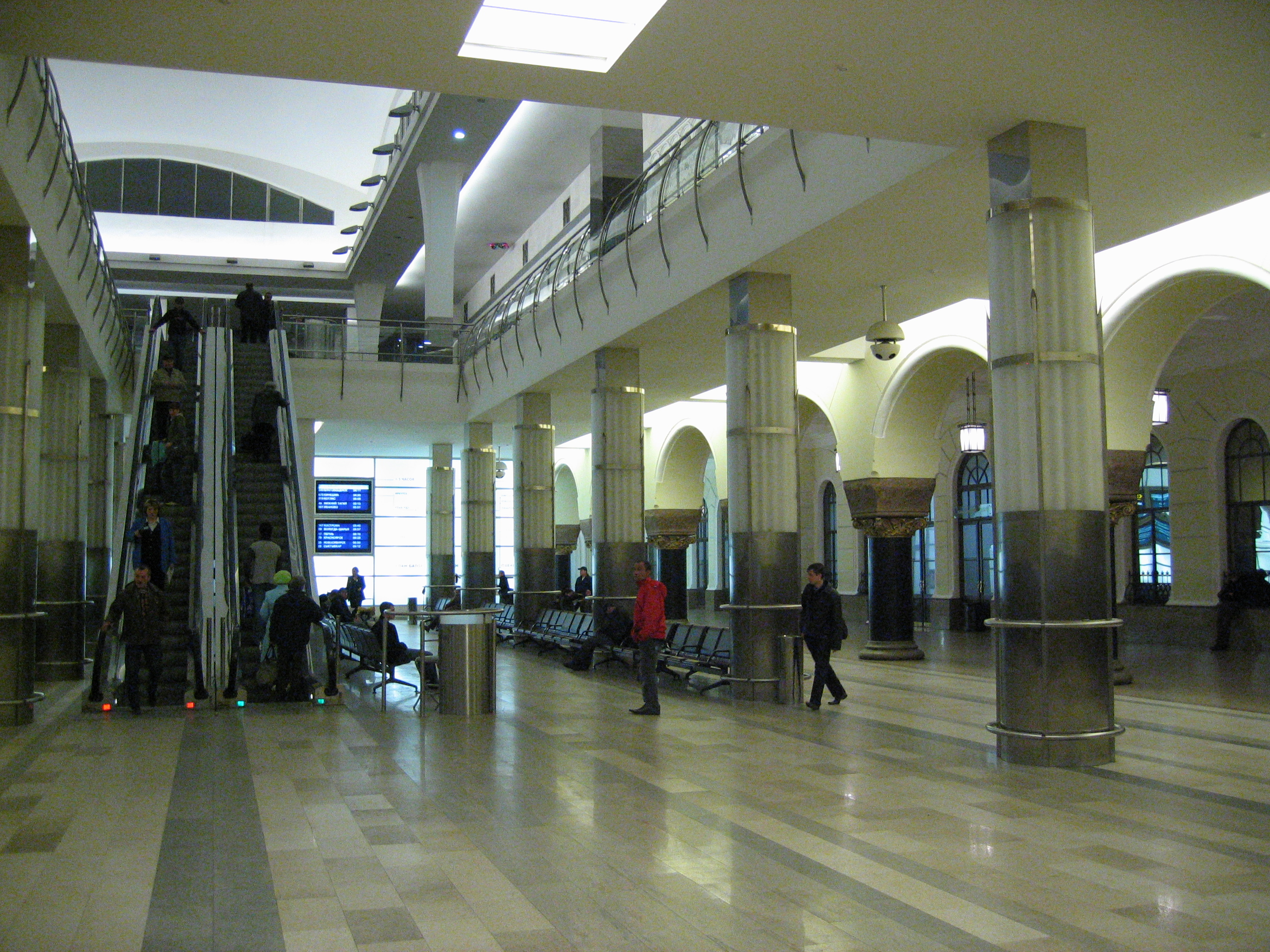
Die Wartehalle im Erdgeschoss. Ganz rechts sind die schwarzen Granitsäulen zu sehen, die von 1900 bis 1966 die Überdachung eines der Bahnsteige gestützt hatten.

Das Empfangsgebäude selbst wurde von Schechtel so gestaltet, dass seine altrussischen Stilelemente sowohl auf Moskauer Traditionen zurückgreifen als auch Erinnerungen an Meisterwerke nordrussischer Baukunst wecken. So wurde der linke von den insgesamt drei Türmen des Gebäudes in Anlehnung an einige der Mauertürme des Moskauer Kremls erschaffen. Auch die Dachkonstruktion direkt über dem Haupteingangsportal ist in ihrer Form für Moskau des 15. und 16. Jahrhunderts typisch; ein ähnliches Dach hat beispielsweise der Terem-Palast im Kreml. Demgegenüber erinnert der bogenförmige Giebel über dem Haupteingang an das Tor des Christi-Verklärungs-Klosters von Jaroslawl, und auch der rechte Eckturm wurde in Anlehnung an mehrere typische Kirchenbauten des russischen Nordens gehalten. Ein weiteres Element der Fassadengestaltung des Jaroslawler Bahnhofs, das Nordrussland gewidmet wurde, sind die auffälligen grünen Majolika-Ornamente im oberen Fassadenbereich mit Motiven zur Flora und Fauna des russischen Nordens. Sie wurden beim Umbau des Bahnhofs in der Keramik-Werkstatt der Künstlerkolonie Abramzewo hergestellt. Letztere wurde vom Industriellen und Kunstmäzen Sawwa Mamontow, der von 1872 bis 1899 Vorstandsvorsitzender der Moskau-Jaroslawl-Archangelsker Bahngesellschaft gewesen war, gestiftet.
Im Inneren des Empfangsgebäudes wurden im Zuge des Umbaus 1902 bis 1904 die Wände des Hauptwartesaals mit zwölf Wandmalereien des Künstlers Konstantin Korowin geschmückt, welcher ebenfalls in Abramzewo tätig gewesen war. Auf diesen Malereien, die von Korowin 1896 erschaffen wurden und ursprünglich im gleichen Jahr als Dekoration des nordrussischen Themenpavillons auf der Nischni Nowgoroder Messe gedient hatten, waren Landschaften und Alltagsszenen des russischen Nordens dargestellt. Bei der Renovierung in den 1960er-Jahren wurden die Malereien entfernt und in die Moskauer Tretjakow-Galerie überführt, wo sie bis heute im Original zu sehen sind. Eine Sehenswürdigkeit der Innenräume stellen bis heute die oben bereits erwähnten ehemaligen Stützsäulen aus schwarzem Granit dar, die 1900 von Lew Kekuschew für den später verschobenen Bahnsteig errichtet wurden.

## Zugverkehr

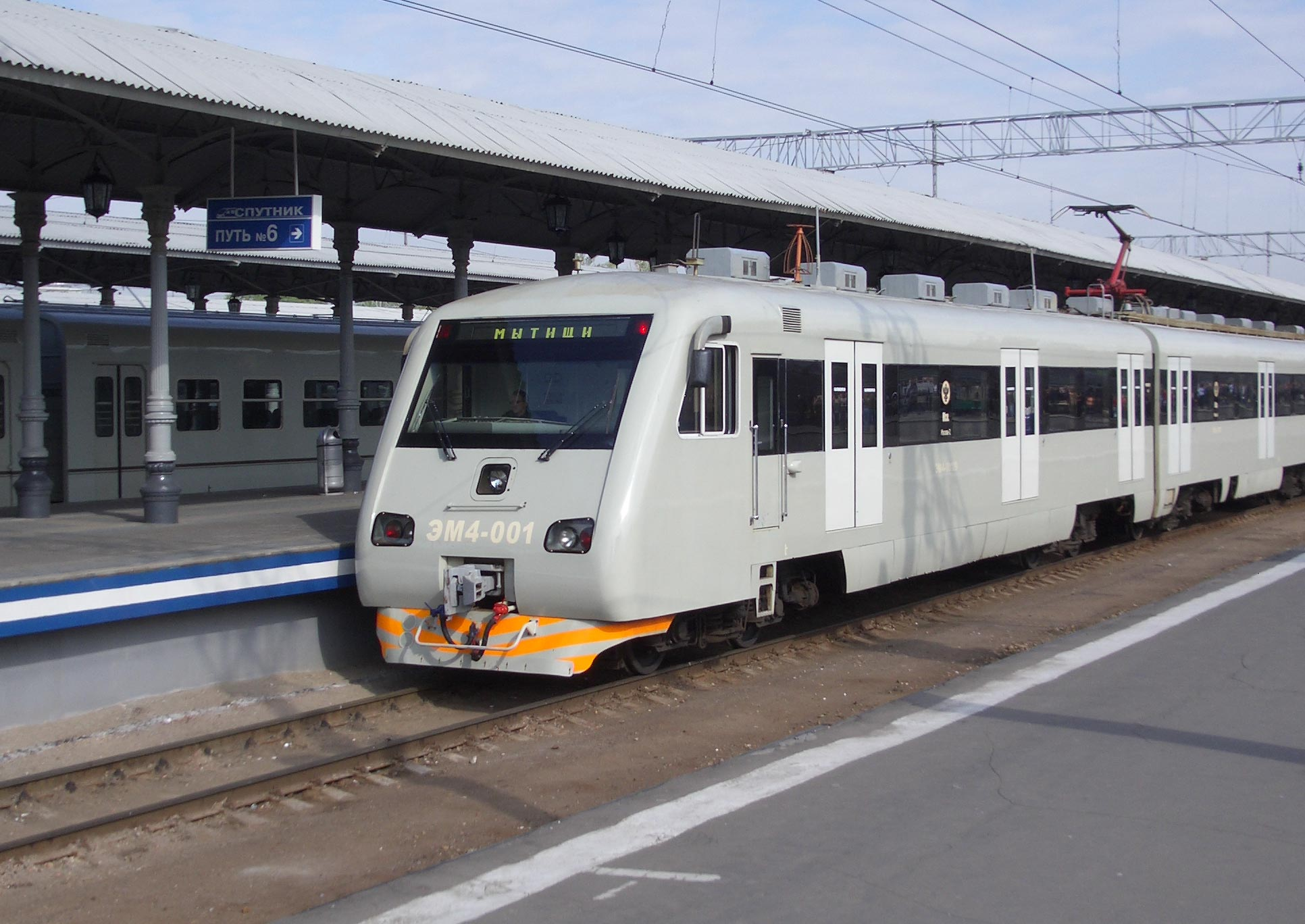
Die seit 2004 eingesetzten Pendlerzüge Sputnik verkehren zwischen dem Jaroslawler Bahnhof und Mytischtschi durchgehend im 30-Minuten- und zu Spitzenzeiten im 15-Minuten-Takt. Mit nur einem Zwischenhalt beträgt die Fahrtdauer 18 Minuten. Seit August 2008 fahren die Sputniks auch weiter bis nach Puschkino, und seit September 2008 bis nach Koroljow-Bolschewo

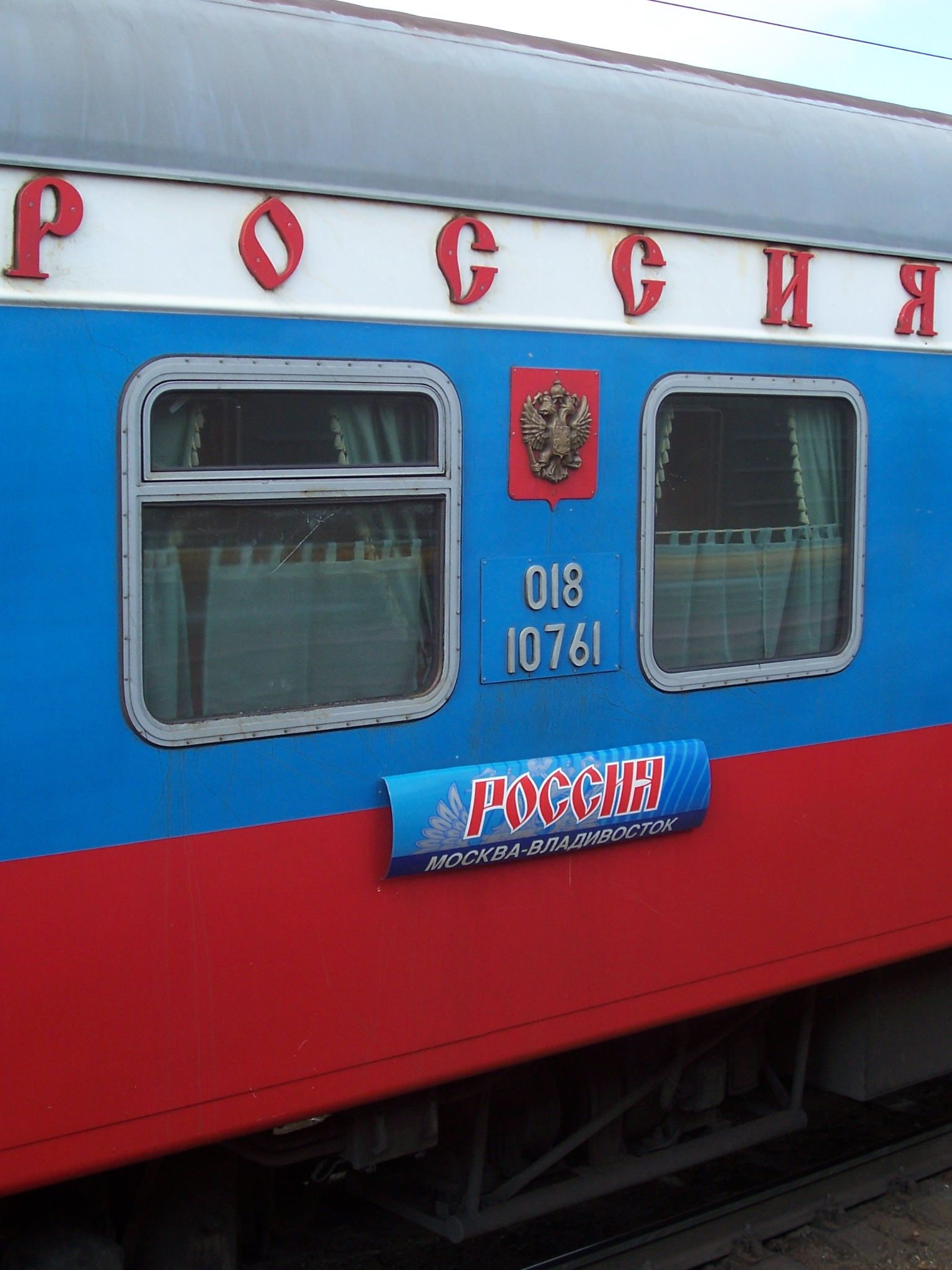
Der Zug Rossija von Moskau nach Wladiwostok fährt jeden zweiten Tag vom Jaroslawler Bahnhof ab. Mit knapp 9300 Kilometer stellt er heute die weltweit längste reguläre Personenzugverbindung dar.

Der heutige Jaroslawler Bahnhof ist unter allen acht Fernbahnhöfen Moskaus der am meisten in Anspruch genommene: Im Jahr 2005 wurden hier täglich im Schnitt über 172.000 Fahrgäste abgefertigt, darunter 24.000 im Fern- und 148.000 im Nahverkehr. Damit überstieg das Fahrgastaufkommen des Jaroslawler Bahnhofs den entsprechenden Wert des Kursker Bahnhofs um gut 70 Prozent, der Abstand zu allen übrigen sieben Fernbahnhöfen fiel noch größer aus. Der heutige Bahnhof verfügt über 16 Gleise, von denen sechs für die Abfertigung von Fernzügen und die übrigen zehn für Züge des Nahverkehrs genutzt werden.
Pro Tag werden vom Jaroslawler Bahnhof aus rund 300 Zugpaare abgefertigt. Im Fernverkehr variiert ihre genaue Anzahl für jedes Fahrtziel je nach Wochentag sowie Jahreszeit. So verkehren die stark von Touristen geprägten Transsib-Züge in den Sommermonaten häufiger als sonst. Den größten Anteil im Fahrgastaufkommen des Jaroslawler Bahnhofs machen jedoch Nahverkehrszüge aus, in Russland oft Elektritschki genannt. Diese verbinden den Bahnhof mit bestimmten Moskauer Außenbezirken sowie Städten und Siedlungen des nordöstlichen Moskauer Umlandes.
In den nachfolgenden Tabellen sind die wichtigsten Ziele im Nah- und Fernverkehr dargestellt, zu denen es vom Jaroslawler Bahnhof aus Direktverbindungen gibt.

### Regionalverbindungen
| Verbindung      | Zugpaare pro Tag | Fahrtdauer      |
| --------------- | ---------------- | --------------- |
| Abramzewo       | ~ 40             | 1–1,5 Stunden   |
| Alexandrow      | ~ 30             | 1,5–2,5 Stunden |
| Chotkowo        | ~ 55             | 1–1,5 Stunden   |
| Frjasino        | ~ 30             | 1–1,5 Stunden   |
| Iwantejewka     | ~ 30             | 1 Stunde        |
| Jaroslawl*      | 2                | 4 Stunden       |
| Koroljow        | ~ 85             | 30–40 Minuten   |
| Krasnoarmeisk   | 6                | 1,5 Stunden     |
| Monino          | ~ 45             | 1–1,5 Stunden   |
| Mytischtschi    | über 200         | 20–30 Minuten   |
| Puschkino       | ~ 120            | 25–50 Minuten   |
| Rostow*         | 2                | 3 Stunden       |
| Schtscholkowo   | ~ 60             | 45–60 Minuten   |
| Sergijew Possad | ~ 60             | 1–1,5 Stunden   |

* = nur Expresszüge

### Fernverbindungen
| Verbindung         | Zugpaare pro Tag | Fahrtdauer      |
| ------------------ | ---------------- | --------------- |
| Abakan             | 2                | 3,1 Tage        |
| Archangelsk        | 2–3              | 21–23 Stunden   |
| Blagoweschtschensk | 0–1              | 5,9 Tage        |
| Chabarowsk         | 1–2              | 5,6–8,3 Tage    |
| Irkutsk            | 3–6              | 3,1 –5 Tage     |
| Iwanowo            | 2                | 6–6,5 Stunden   |
| Jaroslawl          | ~ 8–20           | 4 Stunden       |
| Jekaterinburg      | ~ 5–10           | 1–1,5 Tage      |
| Kemerowo           | 0–1              | 2,2 Tage        |
| Kineschma          | 1                | 9 Stunden       |
| Kirow              | 2–8              | 12–17,5 Stunden |
| Kostroma           | 1–2              | 6,5 Stunden     |
| Kotlas             | 4–6              | 19–22 Stunden   |
| Krasnojarsk        | 3–5              | 2,8–3,9 Tage    |
| Labytnangi         | 0–1              | 2 Tage          |
| Nischnewartowsk    | 0–1              | 2,2 Tage        |
| Nischni Tagil      | 0–1              | 1,3 Tage        |

| Verbindung   | Zugpaare pro Tag | Fahrtdauer    |
| ------------ | ---------------- | ------------- |
| Nowosibirsk  | ~ 5–8            | 1,9–3,2 Tage  |
| Nowy Urengoi | 0–1              | 2,8 Tage      |
| Peking       | 0–1              | 5,5–6 Tage    |
| Pjöngjang    | 0–1              | 7,7 Tage      |
| Scharja      | 1–3              | 11–13 Stunden |
| Serow        | 0–1              | 1,4 Tage      |
| Sewerodwinsk | 0–1              | 1 Tag         |
| Sosnogorsk   | 3–5              | 1,2–1,4 Tage  |
| Syktywkar    | 0–1              | 1,1 Tage      |
| Tomsk        | 0–1              | 2,3 Tage      |
| Tscherepowez | 1                | 11,5 Stunden  |
| Tschita      | 1–3              | 3,9–6,1 Tage  |
| Ulaanbaatar  | 0–1              | 4,2 Tage      |
| Wladiwostok  | 1–2              | 6,2–9,2 Tage  |
| Wologda      | ~ 5–8            | 8–9,5 Stunden |
| Workuta      | 2                | 1,7–2 Tage    |

## Belege